# Meraj-521
Le Meraj 521 est une munition rôdeuse Iranienne développée par HESA et qui a été dévoilée fin 2022. Sa conception a été fortement influencée par son modèle américain Switchblade 300 qui est très similaire visuellement.

## Caractéristiques
Le drone est de petite taille, les données sur sa masse totale n’ont pas été révélées mais nous savons qu’il peut emporter des charges explosives allant de 500 g à 1 kg. Le corps du drone est de forme rectangulaire et est composé en majorité de fibre de verre pour réduire la masse maximale. Le Meraj a été conçu pour frapper des concentrations d’infanterie, des véhicules non blindés ou alors pour des missions de reconnaissance de courte durée.
Comme le Switchblade, le Meraj est lancé à partir d'un tube comme un mortier en utilisant de l'air comprimé, puis déplie deux ensembles d'ailes, des stabilisateurs verticaux et une hélice propulsive située à l’arrière du drone. Ses ailes pliables et sa masse lui permettent d'être transporté dans un sac à dos d'homme. Dans une vidéo les gardiens de la révolution ont démontré que le drone était capable d’être lancé depuis un hélicoptère.
Une fois lancée, la munition peut rester en l’air pendant une quinzaine de minutes et jusqu’à une distance de 5 km. Il est contrôlé depuis le sol grâce à une tablette spéciale à deux écrans.

## Historique
Le Meraj-521 sera livré en priorité aux gardiens de la révolution et en particulier aux forces de réaction rapides Saberin.
Plusieurs sources ont mentionné que le drone pourrait avoir été transféré à la Russie à la suite de livraisons iraniennes de drones aux Russes. Mais, aucune utilisation de ce drone n’a été recensé en Ukraine à la date d’octobre 2023.